# 121656 Jamesrogers
121656 Jamesrogers este o planetă minoră (asteroid), cu un diametru de 9,069 km, din centura de asteroizi. A fost descoperită pe 4 decembrie 1999 la Catalina Station⁠(d) de Catalina Sky Survey. 
Obiectul prezintă o orbită caracterizată de o semiaxă mare de 3,0376293010914 UAi, o excentricitate de 0,18, o înclinație de 16,9 ° în raport cu ecliptica.